# Théo Malget
Théo Malget  (Luxemburg, 2 maart 1961) is een voormalig voetballer uit Luxemburg. Hij speelde als middenvelder voor FC Wiltz 71 en Avenir Beggen.

## Interlandcarrière
Malget kwam - inclusief B-interlands - in totaal 46 keer (drie doelpunten) uit voor de nationale ploeg van Luxemburg in de periode 1982-1993. Hij maakte zijn debuut op 27 april 1982 in het vriendschappelijke duel tegen het B-team van Frankrijk, dat met 1-0 werd verloren. Zijn 46ste en laatste interland speelde hij op 27 oktober 1993 in het met 1-0 verloren WK-kwalificatieduel tegen Hongarije, toen hij na 75 inviel voor Joël Groff.
| Interlanddoelpunten | Interlanddoelpunten | Interlanddoelpunten | Interlanddoelpunten     | Interlanddoelpunten | Interlanddoelpunten | Interlanddoelpunten |
| #                   | Datum               | Locatie             | Wedstrijd               | Goal(s)             | Uitslag             | Competitie          |
| ------------------- | ------------------- | ------------------- | ----------------------- | ------------------- | ------------------- | ------------------- |
| 1                   | 17/04/1983          | Boedapest           | Hongarije - Luxemburg   | 58'                 | 6-2                 | EK-kwalificatie     |
| 2                   | 15/11/1989          | Sankt Gallen        | Zwitserland - Luxemburg | 14'                 | 2-1                 | WK-kwalificatie     |
| 3                   | 28/03/1990          | Esch-sur-Alzette    | Luxemburg - IJsland     | 39'                 | 1-2                 | Oefeninterland      |